# 461

461(사백육십일)은 460보다 크고 462보다 작은 자연수다.

## 수학
- 89번째 소수(素數)다. 앞의 소수는 457, 다음 소수는 쌍둥이 소수인 463이다.
  - 24번째 슈퍼 소수로, 461의 소수 순번인 89도 소수다. 앞의 슈퍼 소수는 431, 다음은 509다.
  - 베르누이 수의 분자 {\displaystyle B_{196}}을 나눌 수 있는 비정규 소수다.
- 피타고라스 삼조의 빗변의 길이이다. ({\displaystyle 261^{2}+380^{2}=461^{2}})[a]
- {\displaystyle 461=10^{2}+19^{2}}
  - 연속하는 두 개의 중심있는 삼각수의 제곱합으로 나타낼 수 있는 수다. 이 성질을 지닌 앞의 수는 116, 다음 수는 1322이다.
- {\displaystyle 461=4^{2}+11^{2}+18^{2}}
  - 공차가 7인 세 자연수의 제곱합으로 나타낼 수 있는 수다. 이 성질을 지닌 앞의 수는 398, 다음 수는 530이다.
- {\displaystyle 48^{4}-1}은 461로 나누어떨어진다.

## 과학
- NGC 461(영어판): 조각가자리 방향에 있는 나선은하.

## 교통
- 일본 461번 국도(일본어판): 도치기현 닛코시에서 이바라키현 다카하기시까지 이어지는 일본의 국도.
- 현도 제461호선

## 군사
- U-461(영어판): 제2차 세계 대전에 사용된 나치 독일의 군용 잠수함.

## 문화유산
- 대한민국의 보물 제461호: 나주 철천리 마애칠불상
- 대한민국의 사적 제461호: 서울 청계천 유적(광통교지, 수표교지와 오간수문지)

## 작품

### 영화
- 《461개의 도시락》(2020): 일본의 드라마 영화.

### 음악
- 《461 Ocean Boulevard》: 에릭 클랩튼의 두 번째 정규 음반. 1974년 7월 출시.

## 기타
- 연도: 461년, 기원전 461년